# Catalan Bay
Pour les articles homonymes, voir Catalan (homonymie).
Catalan Bay est une baie et aussi le nom d'un village de pêcheurs situé sur la côte Est du rocher de Gibraltar.

## Histoire
Catalan Bay a été habité au XVIIe siècle par des pêcheurs génois, et au XIXe siècle seuls les pêcheurs avaient l'autorisation d'y habiter. Ils devaient avoir un permis de pêche accordé par le gouverneur, en nombre limité.

Vue panoramique de Catalan Bay.